# Luko Zore
Luko Zore (Cavtat, 15. siječnja 1846. – Cetinje, 9. prosinca 1906.), poznati dubrovački filolog, književnik i političar, jedan od najuglednijih i najutjecajnijih članova srbokatoličkog pokreta. Posebice je zapažen kao zauzet kulturni radnik.
Bio je među pokretačima časopisa Slovinac (1878. – 1884.) i njegov urednik te glavni pokretač časopisa Srđ (1902. – 1908.). Do 1897., dok je ondje radio, bio je jedan od najomiljenijih profesora u Dubrovačkoj gimnaziji, a potom upravitelj Muške preparandije u Arbanasima pokraj Zadra. Zadnje godine života, nakon umirovljenja 1901. godine, proveo je u službi crnogorskoga kneza Nikole Petrovića na Cetinju. Knez ga je 1902. bio imenovao za odgajatelja svoga najmlađeg sina Petra. Iako tjelesno odsutan, bio je u stalnoj i djelatnoj vezi s Dubrovnikom, posebice je skrbio o Srđu. Pisao je drame, pjesme, kraće prozne sastavke, a najpoznatije mu je djelo opsežan antiklerikalistički, slobodoumni, racionalistički i liberalni spjev Objavljenje. To djelo probudilo je veliko negodovanje u klerikalnim dubrovačkim i dalmatinskim krugovima, osobito onima oko Katoličke Dalmacije koju je uređivao don Ivo Prodan. Neki dijelovi spjeva bili su tijekom svetih misa javno spaljivani na oltarima nekih dubrovačkih crkava. Iako je bio jedan od srbokatoličkih predvodnika, nikad nije stupio u redove Srpske narodne stranke, nego je do kraja života ostao u redovima Narodne stranke, čak i onda kada je 1899. promijenila naziv u Narodna hrvatska stranka. Kao njen kandidat bio je nekoliko puta biran u Dalmatinski sabor. 1903. objavio je djelo Dubrovčani su Srbi. Dopisni član SANU postao je 30. siječnja 1884. godine.